# Голдуотер, Роберт
Роберт Голдуотер (англ. Robert Goldwater; 1907—1973) — американский учёный-искусствовед и музейный деятель, первый директор Музея первобытного искусства.

## Биография
Родился 23 ноября 1907 года в Нью-Йорке.
В 1929 году получил степень бакалавра в 1929 году в Колумбийском университете и степень магистра в Гарварде в 1931 году. Голдуотер был одним из первых студентов, изучавших историю искусств в то время, когда этот предмет не считался достойным серьёзного изучения и исследовательских работ. Он был одним из участников неформальных встреч искусствоведов, организованных Мейером Шапиро, в которых участвовали Льюис Мамфорд, Альфред Барр и Эрвин Панофский.
В 1937 году Роберт Голдуотер написал докторскую диссертацию в Институте изящных искусств Нью-Йоркского университета под руководством Ричарда Оффнера о «примитивизме» и современном искусстве. Эта тема стала предметом основных работ всей жизни учёного. В следующем году переработанная версия lиссертации Голдуотера появилась в виде книги «Primitivism in Modern Painting», новаторской работы, в которой исследуется взаимосвязь между племенным искусством и живописью XX века.
В 1937 году он женился на известной французской художнице и скульпторе Луизе Буржуа. В 1939 году Роберт Голдуотер принял приглашение Queens College и преподавал там историю искусств до 1956 года. В 1949 году вместе с директором Рене д'Арнонкуром организовал в нью-йоркском Музее современного искусства выставку под названием «Современное искусство в вашей жизни» («Modern Art in Your Life»). С 1957 года Голдуотер работал в Нью-Йоркском университете в качестве профессора истории искусств и в том же году стал первым директором Музея первобытного искусства, основанного Нельсоном Рокфеллером, куда Рокфеллер передал часть своей личной коллекции.
Роберт Голдуотер был председателем-консультантом отдела примитивного искусства Метрополитен-музея с 1971 года до конца жизни.
Умер 26 марта 1973 года в Нью-Йорке.
В память о Голдуотере библиотека в отделе искусств Африки, Океании и Америки Метрополитен-музея была названа в честь учёного.